# Adam Charles
Adam Charles est un maître écrivain actif dans la seconde moitié du XVIe siècle.

## Biographie
Il est né vers 1520 et la date de son décès n'est pas connue. Il est connu à deux titres : il fut maître d'écriture du jeune Charles IX, puis secrétaire ordinaire de sa Chambre.
Ensuite, en conséquence de l'affaire de contrefaçon qui s'était terminée en 1569 avec l'exécution de Pierre Hamon, il fut chargé par le roi de désigner les premiers membres de la nouvelle Communauté des maîtres écrivains jurés, fondée en 1570. Dans sa Notice historique, Paillasson écrivait en 1767 que malgré l'absence de ses œuvres l'on pouvait juger de son talent en voyant le titre primordial de la Communauté, écrit de sa main : Ce titre, qui est en parchemin, est écrit d'une manière admirable. La première ligne, qui est en or, a conservé toute sa fraîcheur.

## Œuvres
On ne connaît de lui aucun ouvrage gravé ni manuscrit.